# Lucernaria quadricornis
Lucernaria quadricornis is een neteldier uit de klasse Staurozoa. Het dier komt uit het geslacht Lucernaria en behoort tot de familie Lucernariidae. Lucernaria quadricornis werd in 1776 voor het eerst wetenschappelijk beschreven door Otto Friedrich Müller.

## Beschrijving
L. quadricornis begint zijn leven als larve en zoekt op de bodem naar een plek om zich te nestelen. Vervolgens ontstaat de karakteristieke bekervorm. Hij kan bewegen door zijn stengel te bewegen of zelfs de stengel los te laten en op zijn "handen" te lopen. Het is de enige achtarmige Stauromedusae in Noorse wateren met gepaarde armen. Het is meestal lichtgeel of bijna wit. Er zijn ook groene of bruine individuen waargenomen. Het kan een lengte bereiken van 7 cm.

## Leefgebied
Deze soort is geregistreerd in het Noordpoolgebied en de Noord-Atlantische Oceaan en de Noord-Pacifische Oceaan. Hij is bekend van de noord- en westkust van Noorwegen, maar niet van de Britse Eilanden. Het wordt meestal gevonden in de subtidale zone, vastgehecht aan algen of rotsen, maar het is geregistreerd tot diepte van 550 meter.